# Атасуский рудный район
Атасу́ский рудный район — расположен в Центральном Казахстане, на территории Карагандинской области. Включает около 60 месторождений железо-марганцевых, барито-полиметаллических руд. Самые крупные — Каражал, Ктай, Жайрем, Ушкатын, Жомарт, Камыс, Керегетас, Бестобе, Кылыш, Аккудык. Расположены вдоль Жайылминской синклинали. Протяжённость 140 км, ширина 10—30 км. Месторождения железо-марганцевых руд открыты геологами А. А. Козыревым, Н. Г. Николаевым, И. С. Яговкиным (1931—1932), Б. М. Устрашкиным (1954) и другими. Руды магнетито-гематитые, переходящие в железо-марганцевые и марганцевые мощностью от 2 до 50 м. Самые крупные месторождения железо-марганцевых руд — Западный Каражал (разрабатывается дочерним ТОО «Оркен» компании «АрселорМиттал Темиртау»), Восточный Каражал, Большой Ктай, Ушкатын (разрабатывается АО «Жайремский ГОК» ТОО «Казцинк») разрабатываются открытым способом.